# 12898 Mignard
12898 Mignard (1998 RK6) là một tiểu hành tinh vành đai chính được phát hiện bởi Francois Mignard.